# 麓刑務所
麓刑務所（ふもとけいむしょ）は、法務省矯正局の福岡矯正管区に属する刑務所。全国に9ヶ所ある女子収容施設（刑務所・刑務支所）の一つである。

## 所在地
- 佐賀県鳥栖市山浦町2635番地
  - JR九州新幹線・長崎本線新鳥栖駅から徒歩18分

九州新幹線筑紫トンネル出口の近くにある。

## 収容分類級
- W

## 定員
- 302名

## 組織
所長の下に2部1課を持つ2部制である。
- 総務部（庶務課、会計課、用度課）
- 処遇部（処遇担当、企画担当）
- 医務課

## 特記事項
刑務作業に以下の特色がある。
- 刑務所など矯正施設で使われる職員および被収容者の制服の縫製作業
- 地元業者の協力の下におこなわれる紙袋製作作業
- 佐賀県の伝統工芸の佐賀錦を使用した帯締め等の高級品及び小物入れ等の装飾品等の製作
- 久留米絣を使用したエプロンベスト、作務衣、テーブルセンター等製作など